# Wladimir Wassiljewitsch Andrejew
Wladimir Wassiljewitsch Andrejew (russisch Владимир Васильевич Андреев, engl. Transkription Vladimir Andreyev; * 7. September 1966 in Jamantschurino, Tschuwaschien, Sowjetunion; † vor oder am 16. April 2024) war ein russischer Leichtathlet.
Einen ersten wichtigen Erfolg hatte der Geher bei den russischen Meisterschaften 1992 in Sotschi. Bei den Olympischen Spielen wurde er in Barcelona für die GUS startend Dreizehnter im 20-km-Gehen. Im Jahr darauf erreichte er bei den Weltmeisterschaften in Stuttgart im 20-km-Gehen Rang 19. Bei den Olympischen Spielen 2000 in Sydney gewann Andrejew die Bronzemedaille im 20-km-Gehen hinter dem Polen Robert Korzeniowski und dem Mexikaner Noé Hernández. Bei den Europameisterschaften 2002 in München gewann er die Silbermedaille. Bei den Olympischen Spielen 2004 in Athen wurde er Siebter.
2005 wurde er wegen der Verwendung von Salbutamol für ein Jahr gesperrt.
Wladimir Andrejew hatte bei einer Größe von 1,70 m ein Wettkampfgewicht von 58 kg.